# Alexandria (Nebraska)
Alexandria és una població dels Estats Units a l'estat de Nebraska. Segons el cens del 2000 tenia 216 habitants.

## Demografia
Segons el cens del 2000, Alexandria tenia 216 habitants, 99 habitatges, i 53 famílies. La densitat de població era de 208,5 habitants per km².
Dels 99 habitatges en un 24,2% hi vivien nens de menys de 18 anys, en un 43,4% hi vivien parelles casades, en un 7,1% dones solteres, i en un 45,5% no eren unitats familiars. En el 40,4% dels habitatges hi vivien persones soles el 26,3% de les quals corresponia a persones de 65 anys o més que vivien soles. El nombre mitjà de persones vivint en cada habitatge era de 2,18 i el nombre mitjà de persones que vivien en cada família era de 2,94.
Per edats la població es repartia de la següent manera: un 27,3% tenia menys de 18 anys, un 7,4% entre 18 i 24, un 17,6% entre 25 i 44, un 24,1% de 45 a 60 i un 23,6% 65 anys o més.
L'edat mediana era de 42 anys. Per cada 100 dones de 18 o més anys hi havia 86,9 homes.
La renda mediana per habitatge era de 22.083 $ i la renda mediana per família de 29.583 $. Els homes tenien una renda mediana de 21.750 $ mentre que les dones 17.750 $. La renda per capita de la població era d'11.988 $. Aproximadament el 20,4% de les famílies i el 25% de la població estaven per davall del llindar de pobresa.

## Poblacions més properes
El següent diagrama mostra les poblacions més properes.